# USA PATRIOT Act
O USA PATRIOT Act é o decreto que foi assinado pelo presidente George W. Bush em 26 de outubro de 2001, logo depois dos ataques terroristas de 11 de setembro. Permite, entre outras medidas, que órgãos de segurança e de inteligência dos Estados Unidos interceptem ligações telefônicas e e-mails de organizações e pessoas supostamente envolvidas com o terrorismo, sem necessidade de qualquer autorização da Justiça, sejam elas estrangeiras ou americanas. Após várias prorrogações durante o governo de George Bush, em 27 de julho de 2011, o presidente Barack Obama prorrogou a lei por mais quatro anos — até 27 de julho de 2015. Por vezes erradamente chamada "Lei Patriótica" em português, USA PATRIOT é o acrônimo de Uniting and Strengthening America by Providing Appropriate Tools Required to Intercept and Obstruct Terrorism (Unir e reforçar os Estados Unidos através da disponibilização dos instrumentos adequados necessários para intercetar e obstruir o terrorismo).
Em junho de 2015, várias provisões desta lei expirariam. O congresso então aprovou o USA Freedom Act, para substituir o Ato Patriota. Apesar de manter algumas provisões da antiga lei, o Freedom Act trouxe diversas mudanças, como de manuseamento de dados e quem pode guardar informações obtidas pela NSA.

## Título III: Anti-lavagem-de-dinheiro para prevenção do terrorismo
Principal artigo: Patriot Act, Title III
O título III do Patriot Act, intitulado “International Money Laundering Abatement and Financial Anti-Terrorism Act of 2001”, é destinado a facilitar a prevenção, detecção e acusação de lavagem de dinheiro internacional e do financiamento do terrorismo. Inicialmente ele altera partes do “Money Laudering Control Act of 1986” (MLCA) e do “Bank Secrecy Act of 1970”(BSA). Era dividido em três subtítulos, com o primeiro dizendo respeito principalmente ao fortalecimento de normas bancárias contra a lavagem de dinheiro, especialmente a nível internacional. O segundo tenta melhorar a comunicação entre agências e instituições financeiras, como também tenta expandir a manutenção de registros e requerimentos de relatórios. O terceiro subtítulo trata do contrabando de moeda e falsificação, incluindo a possibilidade de se quadruplicar a pena máxima para falsificação de moeda estrangeira.
O primeiro subtítulo estreitou os requerimentos para manutenção dos registros para instituições financeiras, fazendo-as registrar os montantes agregados de transações processadas de áreas do mundo onde a lavagem de dinheiro preocupa o governo dos Estados Unidos. Ela também fez com que instituições colocassem em prática métodos razoáveis para se identificar o beneficiado (em inglês: Beneficial owner) de contas de banco e daqueles que eram autorizados a usar ou rotear fundos através de contas a pagar (payable-trhough accounts). O tesouro americano ficou responsável de formular regulações destinadas a promover o compartilhamento de informações entre instituições para se prevenir a lavagem de dinheiro. Junto, com a expansão dos requisitos de manutenção de registros, o primeiro subtítulo colocou novas regulações em prática para tornar mais fácil para as autoridades identificarem atividades de lavagem de dinheiro e para tornar mais difícil para os praticantes deste tipo de ato de mascarar suas identidades. Se a lavagem de dinheiro fosse descoberta, o subtítulo ordenava pela apreensão dos bens dos suspeitos de realizar o ato. Em um esforço para encorajar instituições a tomar medidas que iriam reduzir a prática, foi dado ao tesouro americano a autoridade de bloquear fusões de companhias que controlam vários bancos (Bank holding company) e bancos com outros bancos que tinham uma má reputação de prevenção da lavagem de dinheiro. Similarmente, fusões entre instituições de depósito seguradas e as instituições de depósito não seguradas que tinham um histórico ruim no combate à lavagem de dinheiro poderiam ser bloqueadas.
Restrições foram colocadas sobre contas e bancos estrangeiros. Elas proibiam bancos de fachada (shell bank) que não são afiliados de um banco que tenha uma presença física nos Estados Unidos ou que não são objetos de supervisão por autoridades bancárias em outros países. Elas também proibiam ou restringiam o usa de certas contas mantidas por instituições financeiras. Essas instituições devem agora tomar medidas para identificar os proprietários de quaisquer bancos privados fora dos EUA que tenham uma conta correspondente com eles, junto com os interesses de cada proprietário no banco. É esperado que exames minuciosos sejam aplicados por instituições americanas por tais bancos, para que se tenha certeza de que eles não estão envolvidos com a lavagem de dinheiro. Os bancos devem identificar todos os proprietários nominais e beneficiários de quaisquer contas que foram abertas e mantidas nos EUA por cidadãos não americanos. Também há uma expectativa de que eles tomem medidas mais severamente minuciosas se ela é propriedade de, ou está sendo mantida em nome de qualquer figura política onde haja uma suspeita razoável de corrupção. Todos depósitos feitos dos EUA em bancos estrangeiros são agora considerados como tendo sido depositados em qualquer conta interbancária (Interbank network) que o banco estrangeiro possa ter nos EUA. Assim todo processo cautelar mandato de confisco ou mandato de apreensão (arrest warrant) deve ser feito contra os fundos na conta interbancária mantidas em instituições financeiras americanas, até o valor depositado na conta do banco estrangeiro. Restrições foram colocadas no uso de contas internas de concentração bancária (concentration account) porque tais contas não fornecem uma trilha de auditoria (audit trail) efetiva para transações, e isso talvez seja usado para facilitar a lavagem de dinheiro. Instituições financeiras estão proibidas de permitir que os clientes direcionem-se especificamente para transferir fundos para dentro, para fora ou através de uma conta de concentração, e também são proibidos de informar seus clientes sobre a existência de tais contas. Essas instituições estão proibidas de prover quaisquer informações para clientes que identifiquem tais contas internas. Elas também são obrigadas a documentar e seguir métodos de identificação de onde os fundos estão, para cada cliente, em uma conta de concentração que mesclou fundos pertencentes a um ou mais clientes.
A definição de lavagem de dinheiro foi expandida para incluir a transação financeira nos Estados Unidos em vias de se cometer um crime violento; o suborno de oficiais públicos e o tratamento fraudulento de fundos públicos; contrabando de exportações ilegais de munições controladas; e a importação de armas ou munições não autorizadas pelo Procurador-Geral dos Estados Unidos e o contrabando de itens controlados sobre as regulamentações de exportação. Também incluía qualquer infração em que os EUA fossem obrigados, sobre um mútuo tratado com uma nação estrangeira, a extraditar uma pessoa, ou onde os EUA precisassem entrar em um caso contra uma pessoa por acusação por causa do tratado; a importação de bens falsos; cibercrime; e todo crime que violasse o “Foreign Agents Registration Act”. Também permitia o confisco de qualquer propriedade sobre a jurisdição dos Estados Unidos que fossem ganhas como um resultado da transgressão contra qualquer país estrangeiro que envolvesse a manufatura, importação, venda ou distribuição de uma substância controlada. Outras nações podem agora tentar obter uma notificação de confisco ou sentença de um tribunal distrital dos EUA. Isso é feito por uma nova legislação que especifica como o governo americano pode solicitar uma ordem de restrição para preservar a disponibilidade de bens que estão sujeitos a um juízo de confisco. Tomando em consideração tal aplicação, uma ênfase deve ser posta na habilidade de uma corte estrangeira de seguir um devido processo legal. A lei também obriga o secretário do tesouro americano a tomar todas as medidas necessárias a encorajar os governos de outros países a tornarem necessário incluir o nome do remetente nas instruções de transferência bancaria (wire transfers) enviadas aos Estados Unidos e outros países, com as informações para permanecer com a transferência de sua origem até o ponto de desembolso. O secretário também era obrigado a encorajar a cooperação internacional sobre investigações de lavagem de dinheiro, crimes financeiros (financial crimes), e o financiamento de grupos terroristas.
O Patriot Act também introduziu penas para crimes de corrupção por oficiais. Um oficial ou empregado do governo que age corruptamente – também como a pessoa que induz ao ato de corrupção – no exercício de suas funções será multado por um montante que não seja maior do que três vezes o equivalente monetário do suborno em questão. Alternativamente eles podem ser presos por não mais do que 15 anos, ou podem ser multados e presos. As penalidades também se aplicam às instituições financeiras que não cooperem com uma ordem de encerrar quaisquer contas correspondentes no prazo de 10 dias a contar da data em que o Procurador Geral ou o Secretário do Tesouro o tenham ordenado.
O segundo subtítulo fez uma série de mudanças na BSA (Business Software Alliance) em uma tentativa de tornar mais difícil para quem lave dinheiro de operar e de facilitar para agências regulatórias de policiar as operações de lavagem de dinheiro. Uma alteração feita na BSA foi para se garantir que agências ou oficiais designados que recebam um relatório de atividade suspeita (suspicious activity) notifiquem agências de inteligência americanas. Um número de alterações foram feitas para se abordarem questões relacionadas com a manutenção de registros e relatórios financeiros. Uma medida foi uma nova obrigação de que qualquer um que faça negócios arquive um relatório por recibos de qualquer moeda estrangeira que superem US$ 10 mil e tornou ilegais transações de uma maneira que evade os requisitos de relatórios da BSA. Para tornar mais fácil para autoridades para regular e investigar operações antilavagem de dinheiro, Serviços Financeiros – aqueles que operem sistema de transferência de valor informal (informal value) – foram incluídos na definição de uma instituição financeira. O BSA foi alterado para tornar obrigatório o registro de transações suspeitas e uma tentativa foi feita para fazer tais registros mais fáceis para instituições. A FinCen(Financial Crimes Enforcement Network) se tornou uma agência governamental do Departamento do Tesouro Americano e a criação de uma rede segura para ser usada por instituições financeiras para relatar transações suspeitas e fornecer alertas de atividades suspeitas relevantes foi ordenada. Junto desses relatórios, um considerável número de disposições ligadas a prevenção e acusação de lavagem de dinheiro. Instituições financeiras foram obrigadas a estabelecer programas antilavagem-de-dinheiro e a BSA foi alterada para melhor definir estratégias com esse fim. As penalidades para civis por lavagem de dinheiro também foram aumentadas e a introdução de penalidades por violação de mandatos referentes a mandatos sobre áreas geográficas (Geographic targeting order) e certos requisitos para manutenção de registros. Um número de outras alterações sobre BSA foram feitas sobre o subtítulo B, incluindo a concessão de poder ao Conselho de Governadores do Sistema do Federal Reserve para autorizar o seu pessoal a agir como agentes da lei para proteger as instalações, terrenos, propriedade e pessoal de qualquer banco do Federal Reserve dos Estados Unidos e permissão ao Conselho para que delegue essa autoridade no banco dos EUA. Outra medida instruiu os Direitos Executivos dos Estados Unidos das instituições financeiras internacionais a usar sua voz e voto para apoiar qualquer país que tenha tomado medidas para apoiar a guerra dos Estados Unidos contra o terrorismo. Diretores executivos são agora obrigados a providenciar auditoria continua das despesas feitas por suas instituições para garantir que nenhum fundo tenha pago pessoas que cometeram, ameaçam cometer, ou apoiem o terrorismo.
O terceiro subtítulo lida com os crimes monetários. Muito por causa da efetividade do BSA, lavadores de dinheiro vem evitando as instituições financeiras tradicionais para lavarem dinheiro e estavam usando negócios com base em dinheiro vivo para evita-los. Um novo esforço foi feito para se tentar impedir a lavagem de dinheiro por movimentos monetários de massa, principalmente focando na confiscação de produtos criminosos e no aumento das penas por lavagem de dinheiro. O congresso descobriu que uma infração de se meramente evitar a comunicação de transferências era insuficiente e decidiu que seria melhor se o contrabando da própria moeda em massa for por si só fosse considerado uma infração. Com isso, a BSA foi alterado para tornar ilegal se falsear a declaração monetária ocultando mais de US$ 10 mil de qualquer pessoa ou através de qualquer bagagem, mercadoria ou outro recipiente que adentrasse ou saísse os EUA. A penalidade para tal ato é de até 5 anos de prisão e confisco de qualquer propriedade até o montante que estava sendo contrabandeado. Ele também tornou as penalidades civis e criminais de casos de notificação de moeda ser: a perda de todos os bens de um réu envolvido no caso e qualquer propriedade rastreável do réu. O Patriot Act também proíbe e penaliza aqueles que executem negócios de transmissão de dinheiro sem licença. Em 2005, essa provisão do Patriot Act foi usada para processar Yehuda Abraham por ajudar providenciar transferências de dinheiro para o traficante de armas britânico Hermant Lakhani, que foi preso em agosto de 2003 depois de ser pego em uma isca do governo. Lakhani tentou vender um míssil a um agente do FBI que fingiu ser um militante da Somália. A definição de falsificação foi ampliada para abranger as reproduções de imagens analógicas, digitais ou eletrônicas, e foi tornado um crime a propriedade de tais dispositivo de reprodução. Penalidades foram aumentadas para 20 anos de prisão. A lavagem de dinheiro como “atividade ilegal” foi expandida para incluir a provisão de materiais ou recursos para organizações terroristas estrangeiras. A lei especifica que qualquer um que cometa ou conspire por quaisquer atividades fraudulentas fora da jurisdição dos Estados Unidos (extraterritorial jurisdiction), e que seja um crime contra os EUA, serão processadas sobre o 18º título do Código dos Estados Unidos § 1029, que trata de fraudes e atividades relacionadas em conexão com dispositivos de acesso.

## Título IV: Segurança das fronteiras
Principal artigo: Patriot Act, Title IV
O título IV altera a “Immigration and Nationality Act of 1952” para dar mais reforço de lei e poder investigativo para o Procurador-Geral dos Estados Unidos e para o Serviço de Imigração e Naturalização (INS). O Procurador-Geral foi autorizado a renunciar a qualquer limite de número de funcionários de período integral atribuídos aos INS na fronteira norte dos Estados Unidos. Fundos necessários foram colocados para triplicar o número máximo do pessoal da Patrulha de Fronteiras (United States Border Patrol), do pessoal do Serviço Aduaneiro e inspetores do INS junto com um fundo adicional de US$ 50 milhões para a INS e para o Serviço Aduaneiro dos Estados Unidos (United States Customs Service) para melhorar a tecnologia de monitoramento da fronteira norte e obtenção de equipamento adicional da fronteira norte canadense. Também foi dada ao INS a autoridade de autorizar pagamentos extras de até US$ 30 mil para empregados da INS ao ano. Foi dado acesso ao Departamento de Estado dos Estados Unidos e ao INS a informações de antecedentes criminais contidos no “National Crime Information Center’s Intersate Identification Index” (NCIC-III), no Arquivo de Pessoas Foragidas e qualquer outros arquivos mantidos pelo Centro de Informação Nacional de Crimes (National Crime Information Center) para determinar se os requerentes do visa poderiam ser admitidos nos EUA. O Departamento de Estado norte-americano foi obrigado a estabelecer regulamentos finais que regessem os procedimentos para a tomada de impressões digitais e as condições com as quais o departamento foi autorizado a usar essas informações. Adicionalmente, o Instituo Nacional de Padrões e Tecnologia (NIST) foi obrigado a desenvolver uma tecnologia padrão para se verificar a identidade das pessoas aplicando ao visa dos EUA. A razão era de tonar norma a base tecnológica para um sistema eletrônico multi-plataforma, usado para realizar verificações de antecedentes, confirmar identidades e garantir que as pessoas não tenham recebido vistos com nomes diferentes. Esse informe foi lançado em 13 de novembro de 2002, todavia, de acordo com o NIST, foi posteriormente “determinado que o sistema de impressão digital usado não era tão preciso quanto os atuais sistemas de impressões digitais e é aproximadamente equivalente a sistemas comerciais de impressões disponíveis em 1998”. Esse informe foi mais tarde substituído pela seção 303(a) do “Enhanced Border Security and Visa Entry Reform Act of 2002”.
Sobre o subtítulo C, várias definições relacionadas ao terrorismo foram alteradas e expandidas. A INA foi retroativamente (Ex post facto law) alterada para desautorizar estrangeiros que são partes ou representantes de uma organização estrangeira ou qualquer grupo que aprove atos de terrorismo de entrarem nos EUA. Essa restrição também incluía as famílias de tais estrangeiros. A definição de “atividade terrorista” foi reforçada para incluir ações envolvendo o uso de dispositivos perigosos (e não apenas explosivos e armas). “Envolver-se em atividades terroristas” é definido como cometer, incitar a cometer ou planejar e preparar tomar um ato de terrorismo. Incluída nessa definição está a reunião de informações de inteligência sobre alvos potenciais, a solicitação de fundos para uma organização terrorista ou a solicitação de outros para intentar a realizar atos de terrorismo. Aqueles que proveem assistência a uma pessoa que está planejando tais ações é definida como empreendendo atos de terrorismo. Tais assistências incluem pagamento de materiais de suporte, incluindo uma casa segura (safe house), transporte, comunicação, fundos, transferência de fundos ou outro material financeiro que beneficie, documentos falsos ou identidades, armas (incluindo armas químicas, biológicas ou arma radiológica), explosivos, ou treinamento. O critério para se definir uma organização como terrorista foi alterada para incluir a definição de ato terrorista. Apenas das alterações a essas definições serem retroativas, isso não significa que elas possam ser aplicadas a membros que entraram em uma organização, mas que tenham deixado, antes que ela fosse designada como uma organização terrorista sobre o 8º título do código dos Estados Unidos §1189 pelo Secretário de Estado.
O Patriot Act alterou o INA para adicionar novas provisões reforçando leis de detenção. Essas se aplicam a qualquer estrangeiro que está relacionado com o terrorismo, ou que esteja ligado a qualquer atividade que ponha em risco a segurança nacional dos EUA. Elas também se aplicam àqueles que são inadmissíveis ou que devam ser deportados porque é comprovado que eles estejam em vias de fazer espionagem ilegal; estão exportando bens, tecnologia, ou informações sensíveis ilegalmente; ou estejam tentando controlar ou derrubar o governo; ou tem, ou terão, engajamento com atividades terroristas. O Procurador-Geral ou seus assistentes podem manter em custodia tais estrangeiros até que eles sejam deportados dos EUA, ao menos que seja decidido que eles não devam mais ser deportados, no caso em que eles são soltos. O estrangeiro pode ser detido até 90 dias mas pode ser mantidos até seis meses depois de que seja decidido que eles são uma ameaça à segurança nacional. Entretanto, o estrangeiro deve ser acusado de um crime ou os procedimentos de retirada irão começar não antes do que sete dias antes da detenção do estrangeiro, de outra forma, o estrangeiro será solto. Todavia, tais detenções devem ser revistas a cada seis meses pelo Procurador-Geral, que pode então decidir revogar a decisão, ao menos que seja impedido que o faça por lei. A cada seis meses o estrangeiro deve aplicar, em escrito, para a certificação de ser reconsiderado. O controle judicial de qualquer ação ou decisão relacionada a essa seção, incluindo a revisão judicial dos méritos de um certificado, pode ser mantido por procedimentos de habeas corpus. Tais procedimentos podem ser iniciados por uma aplicação na Suprema Corte dos Estados Unidos, por qualquer juiz da Suprema Corte, por qualquer juiz do circuito da Corte de Apelações dos Estados Unidos (United States courts of appeals) para o Circuito do Distrito de Columbia ou por qualquer tribunal distrital (district court) que tenha outra jurisdição para atender a aplicação. A decisão final está sujeita a recurso para o Corte de Apelações dos Estados Unidos  para o Circuito do Distrito de Columbia. Disposições também foram feitas para que se exigisse um relatório a cada seis meses de tais decisões do Procurador-Geral para a Comissão do Judiciário da Câmara dos Representativos (U.S. House Committee on the Judiciary) e para a Comissão do Senado dos Estados Unidos sobre o Judiciário.
Um sentido do Congresso resolveu que o Secretário de Estados dos EUA deveria acelerar a implementação completa dos sistemas de dados de entrada e saída de aeroportos, portos marítimos, e de fronteiras terrestres especificadas no “Illegal Immigration Reform and Immigration Responsibility Act of 1996” (IIRIRA). Eles também concordaram que o Procurador-Geral deveria imediatamente começar a força tarefa do sistema de dados de entrada e saída integrado especificado na seção 3 do “Immigration and Naturalization Service Data Management Improvement Act of 2000”. O congresso queria que o foco primário do desenvolvimento do sistema de dados de entrada-saída fosse na utilização da tecnologia biométrica e no desenvolvimento de documentos legíveis em fronteiras. Eles também queriam que o sistema pudesse interagir com os bancos de dados de órgãos de aplicação de lei. O Procurador-Geral foi obrigado a implementar e expandir o programa de monitoramento de estudantes estrangeiros que foi estabelecido pela seção 641(a) do IIRIRA, que gravam registros da data de entrada de cada estudante estrangeiro. O programa foi expandido para incluir outras instituições de educação aprovadas, incluindo escolas de aviação, escolas de línguas ou vocacionais que são aprovados pelo Procurador-Geral, com consulta com o Secretário de Educação (U.S. Secretary of Education) e Secretário de Estado. US$36.800.000 foram destinados ao Departamento de Justiça para que esse gastasse com a implementação do programa.
O Secretário de Estado foi obrigado a auditar e relatar de volta ao Congresso sobre o programa de isenção de vistos especificando no 8º título do código dos Estados Unidos § 1187 para cada ano fiscal até 30 de setembro de 2007. O Secretário também ficou encarregado de checar a implementação de medidas de precaução para se prevenir contrabando e roubo de passaportes como também verificar de que os países designados do programa de isenção de visto tenham estabelecido um programa de passaportes antiviolação. O Secretário também foi obrigado a relatar ao Congresso se o ato de “compras de consulado” (consulate shopping) era um problema.

O último subtítulo, que foi introduzido pelos Senadores John Conyers e Patrick Leathy, permite a preservação de benefícios de estrangeiros vítimas de terrorismo, e das famílias das vítimas de terrorismo. Eles reconheciam que algumas famílias, não por culpa delas mesmas, iriam estar inelegíveis a permanecer como residentes dos Estados Unidos por serem impedidas de cumprirem importantes prazos por causa dos ataques terroristas do 11 de setembro, ou se tornariam inelegíveis a aplicar por status especial de imigração porque seus entes haviam morrido nos ataques.

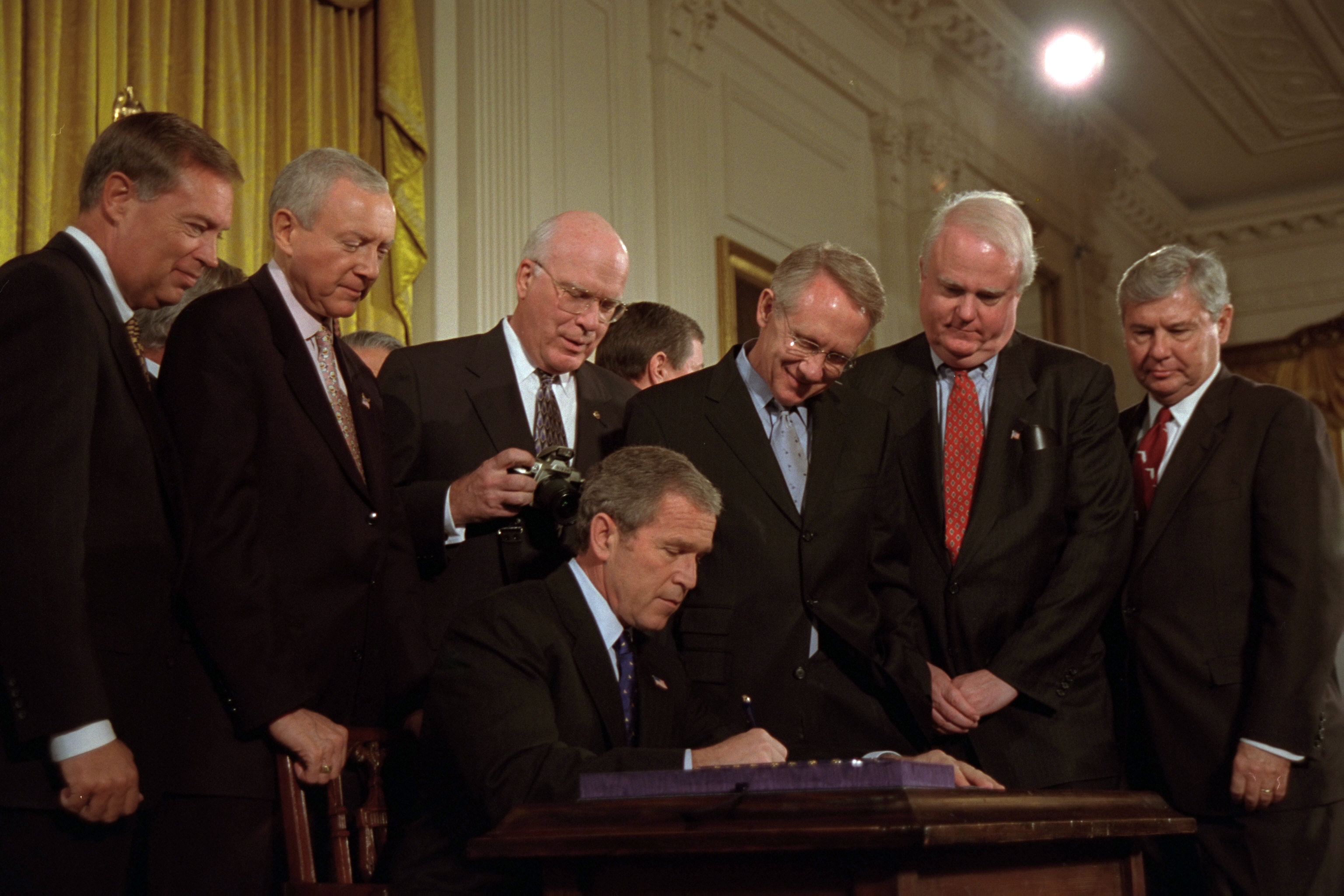
Presidente George W. Bush assinando o USA PATRIOT Act, no Salão Leste da Casa Branca em 26 de Outubro de 2001.

## Título V: Removendo obstáculos para investigar o terrorismo
Autoriza o Procurador-Geral da União(em inglês, U.S. Attorney General) a recompensar àqueles que auxiliarem através de anúncios o Departamento de Justiça no combate ao terrorismo e prevenção a atos terroristas, embora a quantia acima de US$ 250 mil não podem ser oferecidas sem autorização pessoal do Procurador-Geral da União ou do Presidente, e, quando autorizada, o Procurador-Geral da União deve notificar por escrito o presidente e os membros do partido minoritário do Comitê de Apropriações(em inglês, Committee on Appropriations), o Judiciário do Senado e a Câmara dos Representantes. A Lei do Departamento de Estado para Autoridades Básicas de 1956 foi alterada para permitir que o Departamento do Estado oferecesse recompensas, sob consulta com o Procurador-Geral, para a destruição total ou parcial de qualquer organização terrorista e para identificar membros chaves de organizações terroristas. Foi garantida ao Secretário de Estado(em inglês, Secretary of State) a autoridade de pagar quantias superiores a US$ 5 milhões caso ele acredite que preveniria ações terroristas contra os Estados Unidos da América ou o Canadá. A Lei de Análise de DNA em Banco de Dados para Eliminação(em inglês, DNA Analysys Backlog for Elimination) foi alterada para incluir terrorismo ou crimes de violência na lista de crimes federais. Outro obstáculo existente era o do compartilhamento de informações somente entre agências policiais federais. Entretanto, o "Patriot Act" agora permite que oficiais federais obtenham informações através de vigilância eletrônica, revistas físicas e consultas com outros oficiais federais para coordenar ações no intuito de investigar ou de proteger contra possíveis ou atuais ataques terroristas, sabotagem, terrorismo internacional ou atividades de inteligência clandestina por um serviço de inteligência ou rede de um poder estrangeiro.
A jurisdição do Serviço Secreto foi estendida, permitindo que seja possível investigar fraudes eletrônicas, acesso a dispositivos de fraude, documentos ou dispositivos com identificação falsa, ou qualquer atividade fraudulenta contra as instituições financeiras dos Estados Unidos da América. A Lei das Deposições para Educação Geral(em inglês, General Education Provisions Act) foi alterada para permitir que o Procurador-Geral ou o Procurador-Geral Adjunto(em inglês, Assistant Attorney General) colete e retenha registros educacionais relevantes a uma investigação ou processo de um delito categorizado como crime federal de terrorismo cuja instituição educacional tem posse. O Procurador-Geral ou o Procurador-Geral Adjunto devem “certificar que há fatos específicos e articuláveis dando razões para acreditar que os registros escolares são suscetíveis de conter informação de que um crime federal de terrorismo pode estar sendo cometida]. "Uma instituição de ensino que fornece registros escolares em resposta a esse pedido é dada imunidade legal de qualquer responsabilidade que surge a partir de um fornecimento tão grande de registros.[17]
Um dos aspectos mais controversos do “Patriot Act” está no título V, e está ligado as Cartas de Segurança Nacional (NSLS). Um NSL é uma forma de intimação administrativa usada pelo FBI, e supostamente por outras agências governamentais norte-americanas, incluindo a CIA e o Departamento de Defesa (DoD). É uma carta de demanda emitida para uma entidade ou organização a entregar vários registros e dados relativos aos indivíduos. Eles não exigem causa provável ou supervisão judicial e também contém uma ordem de mordaça, impedindo que o destinatário da carta divulgue que a carta já foi emitida. O título V permitiu o uso de NSLs por agentes especiais encarregados de um escritório de campo, onde anteriormente só o diretor ou o vice-diretor assistente do FBI eram capazes de emitir esses pedidos. Esta disposição da lei foi contestada, de maneira anônima, pelo ACLU contra o governo dos Estados Unidos, alegando que NSLs violam a Primeira e Quarta Emendas da Constituição dos EUA, porque não há nenhuma maneira de se opor legalmente uma intimação NSL no tribunal, e que era inconstitucional não permitir que um cliente informe seu advogado sobre o recebimento da carta por conta da disposição da ordem de mordaça das cartas. O Tribunal decidiu a favor do caso da ACLU, e declarou a lei inconstitucional. Mais tarde, o “Pariot Act” foi reautorizado e as devidas alterações foram feitas para especificar um processo de revisão judicial de NSLs e para permitir que o destinatário de um NSL divulgue o recebimento da carta para um advogado ou outros necessários para cumprir ou desafiar a ordem. No entanto, em 2007 o Tribunal Distrital EUA derrubou até mesmo os NSLs reautorizados porque o poder da mordaça era inconstitucional porque tribunais ainda não podiam envolver-se em revisão judicial significativa destes mordaças. Em 28 de agosto de 2015, o juiz Victor Marrero do tribunal distrital federal em Manhattan decidiu a favor de que a ordem de mordaça de Nicholas Merrill era injustificada. Em sua decisão, o juiz Marrero descreveu a posição do FBI como "extrema e excessivamente ampla", afirmando que "tribunais consistentes com a Primeira Emenda, simplesmente aceitam as afirmações do Governo de que a divulgação implicaria e criariam um risco." Ele também atestou que a ordem de mordaça do FBI sobre o Sr. Merrill "implica sérios problemas, tanto no que diz respeito à Primeira Emenda e prestação de contas do governo para o povo". Inicialmente, a decisão foi publicada em redação pelo Juiz Marrero. Foi dado ao FBI 90 dias para tentar qualquer outro curso de ação alternativo, mas optou por não fazê-lo. Após a liberação da decisão não censurada em 30 de Novembro, 2015, foi revelada pela primeira vez, a que medida os NSLs do FBI eram acompanhados por uma ordem de mordaça quando procurando informações. Através dos documentos do tribunal, foi revelado pela primeira vez, que através de uma NSL, o FBI acredita que pode legalmente obter quaisquer informações pessoais, incluindo o histórico de navegação completo de um indivíduo, os endereços IP de todos que uma pessoa tem se correspondido, e todos os registros de todos os compras on-line nos últimos 180 dias. O FBI também afirma que através da extensão de uma NSL, ele pode obter local de torres celulares de localização. No caso marco de Nicholas Merrill, o FBI procurou. em específico, buscar as seguintes informações sobre uma conta: informações da conta DSL, log RADIUS, nome do assinante e informações de assinante relacionados, número da conta, data em que a conta aberta ou outros nomes on-line associados à conta, formulários de encomenda, registos relativos a encomendas de mercadorias / informações de remessa dos últimos 180 dias, todos as faturas relacionadas com a conta, fornecedor de serviços de Internet (ISP), todos os endereços de e-mail associados à conta, endereço de protocolo atribuído à conta, todas as informações do site registradas na conta, endereço uniforme do localizador de recursos atribuído à conta, qualquer outra informação que você considere ser um registro de transação de comunicação eletrônica. Esta foi a primeira vez que foi revelado até que ponto um NSL sob o Patriot Act poderia solicitar informações de comunicação.

## Título VI: Vítimas e famílias de vítimas do terrorismo
O Título VI modificou a Lei de Vítimas de Criminalidade de 1984 (VOCA) para alterar a maneira como o Fundo de Vítimas da Criminalidade dos Estados Unidos era gerido e financiado, melhorando a provisão rápida de ajuda para famílias de oficiais de segurança pública através pagamentos acelerados a oficiais ou famílias de oficiais feridos ou mortos em combate. Os pagamentos devem ser efectuados até 30 dias depois. O Procurador-Geral Adjunto recebeu autoridade ampliada sob a Seção 614 do “Patriot Act” para conceder subsídios a qualquer organização que administre quaisquer Programas de Justiça, incluindo o Programa de Benefícios para Funcionários de Segurança Pública(em inglês, Public Safety Officers Benefits Program).  Outras alterações ao Fundo para as Vítimas da Criminalidade aumentaram a quantia de dinheiro no Fundo e alteraram a forma como os fundos foram distribuídos.
A quantia disponível para as subvenções concedidas através do Fundo para as Vítimas do Crime aos programas elegíveis de compensação das vítimas de crimes foi aumentado de 40% para 60% do total do Fundo. Um programa pode proporcionar compensação aos cidadãos dos EUA que foram adversamente afetados no exterior. Também foram dispensados os testes de meios para os que solicitam uma indenização. Sob a  VOCA, o Diretor pode fazer uma concessão anual do Fundo de Vítimas de Crime para apoiar programas de assistência a vítimas de crimes. Uma emenda foi feita a VOCA para incluir ofertas de assistência às vítimas do crime no Distrito de Columbia, na Comunidade de Porto Rico, nas Ilhas Virgens Americanas e em qualquer outro território dos Estados Unidos. A VOCA também prevê compensação e assistência às vítimas de terrorismo ou violência de massa.  Esta foi alterada para permitir ao Diretor conceder subsídios suplementares aos Estados nos devidos programas elegíveis de compensação e assistência às vítimas de crimes, bem como às organizações de assistência às vítimas, às agências públicas (incluindo os governos federal, estadual ou municipal) e às organizações não governamentais que prestam assistência às vítimas. Os fundos poderiam ser utilizados para prestar assistência de emergência, incluindo esforços de resposta a situações de crise, assistência, compensação, formação e assistência técnica para investigações e procedimentos penais contra o terrorismo.

## Título VII: Aumento na partilha de informações para proteção de infraestruturas críticas
O título VII tem uma seção. O objetivo deste título é aumentar a capacidade de aplicação da lei dos EUA para combater a atividade terrorista que cruza fronteiras jurisdicionais. Ele faz isso alterando o "Omnibus Crime Control e Safe Streets Act de 1968" para incluir o terrorismo como uma atividade criminosa.

## Título VIII: Direito Penal e Terrorismo
O Título VIII altera as definições de terrorismo e estabelece ou re-define regras para lidar com ele. Redefine também o termo "terrorismo doméstico" para incluir amplamente destruição em massa, assim como assassinato ou sequestro como uma atividade terrorista. A definição engloba também as atividades que são "perigosas para a vida humana que constituem uma violação das leis penais dos Estados Unidos ou de qualquer Estado" e que se destinam a "intimidar ou coagir uma população civil", "influenciar a política de um governo por intimidação ou coerção ", ou são empreendidas" para afetar a conduta de um governo por destruição em massa, assassinato ou sequestro "enquanto estiverem na jurisdição dos Estados Unidos. O terrorismo também está incluído na definição de extorsão. Os termos relacionados ao ciberterrorismo também são redefinidos, incluindo o termo "computador protegido", "dano", "condenação", "pessoa" e "perda".
Novas penas foram criadas para condenar aqueles que atacam os sistemas de transporte coletivo. Se o ofensor cometeu tal ataque enquanto nenhum passageiro estava a bordo, eles são multados e presos por um período máximo de 20 anos. No entanto, se a atividade for realizada enquanto o veículo de transporte coletivo ou balsa transportava um passageiro no momento da ofensa, ou a ofensa resultou na morte de qualquer pessoa, então a punição é uma multa e prisão perpétua. O título altera o estatuto de armas biológicas para definir o uso de um agente biológico, toxina ou sistema de entrega como uma arma, exceto quando ele é usado para "profilática, proteção, pesquisa de boa fé ou outros fins pacíficos". As penalidades para quem não puder provar que estão usando um agente biológico, toxina ou sistema de entrega para esses propósitos são 10 anos de prisão, multa ou ambos.
Foram introduzidas várias medidas destinadas a prevenir e punir as atividades que são consideradas como apoio ao terrorismo. Foi criado um crime para abrigar ou esconder terroristas, e aqueles que fazem são sujeitos a uma multa ou prisão de até 10 anos, ou ambos. A lei americana de confisco também foi alterada para permitir que as autoridades apreendam todos os ativos estrangeiros e domésticos de qualquer grupo ou indivíduo que for apanhado planejando cometer atos de terrorismo contra EUA ou seus cidadãos. Os bens também podem ser apreendidos se tiverem sido adquiridos ou mantidos por um indivíduo ou organização para fins de outras atividades terroristas. Uma seção da Lei (seção 805) proibiu o "apoio material" para terroristas e, em particular, inclui "aconselhamento ou assistência de especialistas". Em 2004, depois que o Projeto de Direito Humanitário entrou com uma ação civil contra o governo dos Estados Unidos, O Tribunal Distrital considerou esta medida como inconstitucionalmente vaga, mas em 2010 a Suprema Corte confirmou essa decisão. O Congresso melhorou mais tarde a lei ao definir as definições de "apoio ou recursos materiais", "treinamento" e "aconselhamento ou recursos de especialistas".
O ciberterrorismo foi tratado de várias maneiras. As penalidades aplicam-se àqueles que danificam ou ganham acesso não autorizado a um computador protegido e, em seguida, cometem uma série de infracções. Estas ofensas incluem fazer com que uma pessoa perca um montante agregado maior do que US$ 5 mil, bem como prejudicar o exame médico de alguém, seja ele diagnóstico ou tratamento. Também abrange ações que levam uma pessoa a ser ferida, uma ameaça à saúde pública ou à segurança, ou danos a um computador governamental que é usado como uma ferramenta para administrar a justiça, a defesa nacional ou a segurança nacional. Também foi proibida a extorsão realizada através de um computador protegido. A penalidade por tentativa de danificar computadores protegidos através do uso de vírus ou outro mecanismo de software foi fixada em prisão por até 10 anos, enquanto a penalidade por acesso não autorizado e danos subsequentes a um computador protegido foi aumentada para mais de cinco anos de prisão. No entanto, se a ofensa ocorrer pela segunda vez, a pena aumenta até 20 anos de prisão. O ato também especificou o desenvolvimento e o suporte de capacidades de segurança cibernética. Ele orienta o Procurador-Geral da União a estabelecer laboratórios forenses de computador regionais que tenham a capacidade de realizar exames forenses de evidências computadorizadas interceptadas relacionadas com atividades criminosas e ciberterrorismo, e que tenham a capacidade de treinar e educar funcionários federais, estaduais, polícias locais e promotores no crime cibernético e "facilitar e promover a partilha de conhecimentos e informações sobre aplicação da lei federal e informações sobre a investigação, análise e repressão de crimes relacionados com computadores com o pessoal estatal e local de aplicação da lei e promotores, incluindo o uso de forças-tarefa multijurisdicional. " A soma de US$ 50 milhões foi autorizada para estabelecer tais laboratórios.

## Título IX: Inteligência aperfeiçoada
O Título IX altera a Lei de Segurança Nacional de 1947 para exigir que o Diretor de Inteligência Central (em inglês, Director of Central Intelligence ) (ICD) estabeleça requisitos e prioridades para a inteligência estrangeira recolhida sob a FISA e preste assistência ao Procurador Geral dos Estados Unidos para assegurar que as informações derivadas de vigilância eletrônica ou física são divulgadas para efeitos de inteligência externa eficiente e eficaz. Com exceção de informações que poderiam pôr em perigo uma investigação policial em andamento, foi exigido que o Procurador Geral, ou o chefe de qualquer outro departamento ou agência do Governo Federal com responsabilidades de cumprimento da lei, divulgue ao Diretor quaisquer informações estrangeiras adquiridas Pelo Departamento de Justiça dos EUA. O Procurador-Geral e o Diretor da Central de Inteligência foram orientados a desenvolver procedimentos para que o Procurador-Geral acompanhasse a fim de informar o Diretor, em tempo hábil, de qualquer intenção de investigar a atividade criminosa de uma fonte de inteligência estrangeira ou potencial fonte de inteligência estrangeira com base em dicas de inteligência de um membro da comunidade de inteligência. O Procurador-Geral também foi orientado a desenvolver procedimentos sobre como administrar melhor essas questões. As atividades terroristas internacionais foram feitas para cair no âmbito da inteligência estrangeira sob a Lei de Segurança Nacional.
Foram encomendados diversos relatórios relativos a vários centros governamentais ligados à inteligência. Um foi comissionado com o intuito de melhorar o Centro Nacional de Tradução Virtual, com o objetivo de desenvolver instalações automatizadas de tradução para ajudar na tradução oportuna e precisa de informações de inteligência estrangeiras para elementos da comunidade de inteligência dos EUA. O “Patriot Act” exigiu que isso fosse fornecido em 1º de fevereiro de 2002, porém o relatório intitulado " Relatório do Diretor Central de Inteligência sobre o Centro Nacional de Tradução Virtual: Um Plano Conceitual para Aumentar as Capacidades de Língua Estrangeira da Comunidade de Inteligência, 29 de abril de 2002" Foi recebido com mais de dois meses de atraso, o que o Comitê Seletivo do Senado para Inteligência(em inglês, Senate Select Committee on Intelligence) relatou ser "um atraso que, além de violar as palavras explícitas do estatuto, privou o Comitê de contribuição oportuna e valiosa em seus esforços para elaborar essa legislação". Foi encomendado outro relatório sobre a viabilidade e a conveniência de reconfigurar o Centro de Rastreamento de Ativos do Terrorista Estrangeiro(em inglês, Foreign Terrorist Asset Tracking Center) e o Escritório de Controle de Ativos Estrangeiros do Departamento do Tesouro( em inglês, Office of Foreign Assets Control of the Department of the Treasury). Era para ser entregue antes de 1 de fevereiro de 2002 no entanto, nunca foi escrito. O Comitê Seleto do Senado sobre Inteligência mais tarde reclamou que "o Diretor de Inteligência Central e o Secretário do Tesouro não forneceram um relatório, desta vez em contravenção direta a uma seção do ‘Patriot Act’" e ordenaram que o relatório dirigido seja preenchido imediatamente e que inclua uma seção descrevendo as circunstâncias que levaram o diretor a não cumprir com os requisitos de relatórios legais ".
Outras medidas permitiram que certos relatórios de inteligência e sobre assuntos de inteligência fossem adiados até 1º de fevereiro de 2002 ou depois de 1º de fevereiro de 2002 se o funcionário envolvido certificasse que a preparação e apresentação em 1 de fevereiro de 2002 iriam impedir o trabalho de oficiais ou funcionários envolvidos em atividades de contraterrorismo. Esse adiamento exigia a notificação do Congresso antes de ser autorizada. O Procurador-Geral foi encarregado de capacitar funcionários para identificar e utilizar eficientemente informações de inteligência no exercício de suas funções. Os funcionários do governo incluem os do governo federal que normalmente não encontram nem divulgam inteligência estrangeira no desempenho de suas funções, e os funcionários do governo estadual e local que encontram ou potencialmente podem encontrar no decorrer de um evento terrorista quando desempenhando suas funções. Um sentido do congresso expressou que os oficiais e os empregados da comunidade da inteligência devem ser incentivados a fazer todos os esforços para estabelecer e manter relacionamentos da inteligência com qualquer pessoa, entidade ou grupo quando conduzirem atividades legais da inteligência.

## Título X: Misto
O título X criou ou alterou um certo número de leis variadas que não se encaixavam em qualquer outra seção do Patriot Act. As licenças de "Hazmat" (dangerous goods) eram limitadas aos condutores cujos antecedentes eram válidos e a quem demonstrava poder lidar com os materiais. O inspetor geral do Departamento de Justiça (OIG) era direcionado a indicar um oficial para que monitorasse, revisasse e reportasse ao Congresso todas as alegações de abusos nos direitos civis contra o DoJ. Isso adicionou à definição de “vigilância eletrônica” para excluir a interceptação de comunicações feitas entre, ou de um computador protegido, em que o dono permitisse a interceptação, ou que fosse legalmente envolvido em alguma investigação. Casos de lavagem de dinheiro podem agora serem trazidas no distrito em que a lavagem de dinheiro foi cometida, ou onde uma transferência desta lavagem tenha começado. Estrangeiros que tenham cometido lavagem de dinheiro foram também proibidos de entrarem nos Estados Unidos. Subvenções foram providenciadas para socorristas que ajudavam atendendo e prevenindo atos de terrorismo. US$ 5 milhões foram autorizados para providenciar treinamento para a polícia no sul e leste asiático, pelo Órgão para o Combate das Drogas (DEA: Drug Enforcement Administration). O Procurador-Geral foi direcionado a encomendar um estudo sobre a viabilidade da utilização de identificadores biométricos para identificar pessoas que tentavam entrar nos Estados Unidos, e que estariam ligadas ao banco de dados do FBI de suspeitos criminosos. Outro estudo foi encomendado para determinar a viabilidade de que linhas áreas provessem nomes de suspeitos terroristas antes que eles embarcassem em seus voos. Ao Departamento de Defesa foi dada autoridade temporária para usar seus fundos para contratos privados em prol de assuntos de segurança. O último título também criou um novo Ato chamado de "Crimes Against Charitable Americans Act" que adicionava ao "Telemarketing and Consumer Fraud and Abuse Prevention Act" o requerimento de atendentes que ligavam em prol de atos de caridade a divulgar o propósito e outras informações, como o nome e o endereço online da caridade ao qual o atendente estava representando. O título também aumentava as penalidades de um ano de encarceramento para cinco anos para aqueles que cometessem fraudes por se fingirem ser membros da Cruz Vermelha.

## Controvérsias
Também ver: Controversial invocations of the Patriot Act (em inglês)
O USA Patriot Act gerou uma grande polêmica desde seu decreto.
Oponentes do ato vem repetindo que este passou oportunamente após os ataques de 11 de setembro, acreditando que houve pouco debate sobre o assunto. Eles veem o ato como apressado pelo Senado com poucas mudanças antes que passasse. (Os senadores Patrick Leathy e Russell Feingold propuseram emendas para que se modificasse a revisão final.)
A própria magnitude do ato em si foi notada por Michael Moore em seu filme controverso Faherenheit 9/11. Em uma das cenas do filme, ele grava o congressista Jim McDermott alegando que nenhum senador havia lido o projeto de lei e John Conyers, Jr. dizendo, “Nós não lemos a maioria dos projetos. Você sabe o que isso causaria se nós lêssemos todas os projetos que nós passamos?”. O congressista Conyers então responde com sua pergunta retórica, afirmando que se eles o fizessem isso iria “atrasar o processo legislativo”. Com um dispositivo dramático, Moore então alugada uma van de sorvete e a dirige por Washington, com um alto-falante, lendo o ato para confundir alguns transeuntes, que incluíam alguns senadores.

Entretanto, Moore não foi o único comentador a noticiar que nem muitas pessoas haviam lido o projeto. Quando Dahlia Lithwick e Julia Turne perguntaram, na revista Slate, “Quão ruim é o Patriot? ”, elas decidiram que era difícil dizer e afirmaram:
“A ACLU (União Americana para Liberdades Civis: American Civil Liberties Union), em uma nova folha informativa desafiando o site do DoJ (Departamento Americano de Justiça: United States Departament of Justice), quer que você acredite que o ato ameaça nossas liberdades civis mais básicas. Ashcroft e seus staffs chamam as mudanças na lei de “modestas e incrementais”. Uma vez que quase ninguém leu a legislação, muito do que nós pensamos sobre ele vem de terceiros. Ambos os defensores e opositores são culpados de vender medo e a distorção em alguns casos”
Um exemplo primário de uma controvérsia do Patriot Act foi mostrado no caso de Susan Lindauer.
Outro caso recente aconteceu na corte americana no caso Estados Unidos vs. Antonie Jones. Um dono de boate foi ligado a um esconderijo de drogas via uma aplicação da lei por meio do uso de um GPS preso em seu carro. Este dispositivo foi colocado sem nenhuma acusação, o que causou um sério obstáculo para os procuradores federais na corte. Ao longo dos anos o caso cresceu chegando à Suprema Corte dos Estados Unidos onde a condenação foi revirada em favor do acusado. A corte achou que aumentar o monitoramento sobre suspeitos causado pela legislação do Patriot Act colocaria os direitos constitucionais dos suspeitos em risco.
O Centro de Privacidade Eletrônica (EPIC: Eletronic Privacy Information Center) acusou a lei de ser inconstitucional, especialmente porque “as comunicações privadas dos cidadãos americanos cumpridores da lei poderiam ser interceptadas incidentalmente”, enquanto a Eletronic Frontier Foundation sustentou que o grau mais baixo de aplicação de grampos “daria aos FBI um cheque em branco para violar incontáveis conversas de inocentes americanos”. Outros, entretanto, não acham a lei de escuta incessante ser um problema. O professor David D. Cole da Georgetown University Law Center, um crítico de muitas provisões do ato, acha que embora a lei venha com algum custo para a privacidade, ela é uma medida necessária, enquanto Paul Rosenzweig, um antigo pesquisador do Center for Legal and Judicial Studies da Heritage Foundation, argumenta que as escutas são apenas uma resposta rápida para a mudança nas tecnologias da comunicação que não são necessariamente específicas para um local ou dispositivo.
A lei também permite o acesso ao correio de voz através de um mandato de busca, em vez de através de um mandato para grampo. James Dempsey, do Centro para Democracia e Tecnologia (CDT: Center for Democracy and Technology), acredita que isso desnecessariamente negligencia a importância de notificação sob a Quarta Emenda e sob o Título III de grampos, e o EFF critica a provisão de falta de notificação. Entretanto, a crítica da EFF é mais extensiva – eles acreditam que a emenda “está possivelmente violando a Quarta Emenda da Constituição dos Estados Unidos” porque mesmo que o FBI ouvisse os correios de voz ilegalmente, não poderiam usar as mensagens como evidência contra um acusado. Outros discordam destas afirmações. O professor Orin Kerr, da Georgetown Washington University School of Law, acredita que o Eletronic Comunnications Privacy Act (ECPA) “adotou senão uma regra estranha para regular os correios de voz junto dos provedores do serviço” porque “sobre a ECPA, se o governo soubesse que havia alguma cópia de uma mensagem privada não aberta no quarto de uma pessoa e outra cópia remotamente gravada, seria ilegal que o FBI simplesmente obtivesse a mensagem; a lei, na verdade, obrigou a polícia a invadir a casa das pessoas e a revistar os quartos para que não se mexesse nas mensagens de voz privadas”. Na opinião do professor Kerr, isso fez pouco sentido e a emenda que era proposta pelo Patriot Act era razoável e sensata.
A expansão da jurisdição, garantida pelo Patriot Act, sobre o território estadunidense, de buscas se provou controversa para o EFF. Eles acreditam que as agências serão capazes de “buscar juízes”(em inglês: forum shopping) que tenham demonstrado uma grande inclinação pela aplicação da lei, usando apenas juízes que são menos capazes de dizerem não – mesmo que a busca não satisfaça estritamente os requerimentos da Quarta Emenda Constitucional", e que isso reduzirá a probabilidade de menores servidores de internet, ou companhias de telefone, protejam a privacidade de  seus clientes ao desafiarem a busca na corte – o raciocínio deles é que “uma pequeno fornecedor de São Francisco com tal busca dificilmente terá os recursos para enfrentar a corte de Nova York que o emitiu”. Eles acreditam que isso é ruim porque apenas os servidores de comunicação serão capazes de enfrentar o mandato enquanto apenas eles souberem sobre – muitos mandatos são emitidos ex parte, o que significa que o alvo do mandato não estará presente quando o mandato for emitido.
Por um tempo, o Patriot Act permitiu a agentes realizar buscas de busca e apreensão. Críticos como a EPIC e a ACLU criticaram veementemente a lei por violar a Quarta Emenda, com a ACLU indo tão longe a ponto de liberar um anúncio condenando-a e pedindo para que fosse revogada.
Entretanto apoiadores da emenda, como Heather Mac Donald, um membro do Manhattan Institute e editor de contribuição do New York City Journal, expressam a crença de que isso era necessário, porque os atrasos temporários em se notificar mandatos de busca, impedem que terroristas entreguem seus parceiros que estão sendo investigados.
Em 2004, agentes do FBI usaram essa provisão para secretamente investigarem a casa de Brandon Mayfield, que foi preso erroneamente por duas semanas sob suspeita de envolvimento nos atentados nos trens em Madrid. Enquanto o governo americano publicamente se desculpou à Mayfiel e sua família, ele levou o caso adiante para as cortes. Em 26 de setembro de 2007, o juiz Ann Aiken decretou que a lei era, de fato, inconstitucional pois a busca na casa foi uma imposição irracional a Mayfield e assim havia violado a Quarta Emenda.
As leis que regem o suporte material do terrorismo se provaram controversas. Ela foi criticada pelo EFF por infringir a liberdade de associação. A EFF argumenta que se ela lei fosse promulgada durante o Apartheid, cidadãos norte-americanos não poderiam apoiar o Congresso Nacional Africano (CNA) pois o EFF acredita que o CNA seria classificado como uma organização terrorista. Eles também usaram o exemplo de assistentes sociais humanitários sendo impossibilitados de treinar membros do Hamas em como cuidar de crianças que se tornaram órfãs no conflito entre israelitas e palestinos, um advogado sendo impedido de ensinar membros do IRA (Provisional Irish Republican Army) sobre direito internacional, e assistentes da paz sendo impedidos de oferecer treinamento em negociações de paz efetivas ou como se fazer uma petição à ONU sobre assuntos relacionados a abusos de direitos humanos.
Um outro grupo, o Humanitarian Law Project, também apresentou objeção a provisão que proibia “aconselhar e prestar assistência especializada” para terroristas, abrindo um processo contra o governo dos Estados Unidos por tê-lo declarado inconstitucional. Em 2004 uma Corte do Distrito Federal derrubou a provisão como inconstitucionalmente vaga, mas em 2010 a Suprema Corte reverteu essa decisão.
Talvez uma das maiores controvérsias envolveram o uso das Cartas de Segurança Nacional (National Security Letters) pelo FBI. Porque elas autorizavam o FBI a revistar telefone, email, e registros financeiros sem uma ordem judicial (court order), elas foram criticadas por muitas partes, incluindo o American Civil Liberties Union (ACLU). Embora oficiais do FBI tenham uma série de “freios e contrapesos” internos que devem ser cumpridas antes da emissão de um NSL, o juiz Victor Marrero caracterizou as disposições NSL como inconstitucionais. Em novembro de 2005, a revista BusinessWeek relatou que o FBI havia emitido milhares de NSLs e havia obtido um milhão de registros financeiros, de crédito, de trabalho e, em alguns casos, registros de saúde de clientes das empresas de Las Vegas. As empresas selecionadas incluíam cassinos, armazéns e agencias de aluguel de carros. Um oficial de justiça anônimo alegou que tais pedidos eram permitidos pela seção 505 do Patriot Act e, apesar do volume de pedidos, insistia que “Nós não estávamos propensos a solicitar aos tribunais para endossar expedições de busca”. Antes disso ser revelado, entretanto, a ACLU enfrentou a constitucionalidade das NSLs na corte. Em abril de 2004, eles entraram com uma ação contra o governo em nome de um provedor de internet desconhecido que tinha sido emitido uma NSL, por razões desconhecidas. Em ACLU vs. DoJ, a ACLU argumentou que a NSL violava a Primeira e a Quarta Emenda da Constituição dos Estados Unidos porque o Patriot Act não decifrava como qualquer processo legal poderia ser tomado por uma companhia de telefone ou internet contra uma intimação causada por uma NSL em corte. A corte concordou, e decretou que pelo fato do acusado não poder enfrenta-la em corte ela era inconstitucional. O Congresso mais tarde tentou remediar isso em uma re-autorização da lei, porém pelo fato de que eles não haviam removido a disposição de não divulgação um tribunal Federal decretou novamente que as NSLs eram inconstitucionais, porque impediam que os tribunais se envolvessem em revisões judiciais significativas.
Outra provisão do Pratiot Act causou uma grande consternação entre bibliotecários. A seção 215 autorizava ao FBI para se requerer uma produção de materiais que ajudassem em uma investigação empreendidas para se proteger contra o terrorismo internacional ou atividades de inteligências clandestina. Entre os “materiais tangíveis” que poderiam ser requeridos, estavam incluídos: “livros, registros, documentos, artigos e outros itens”.
Apoiadores da provisão assinalaram que esses registros são mantidos por terceiros e, portanto, estão isentos de expectativas razoáveis de um cidadão de privacidade e também afirmam que o FBI não tem abusado da provisão. Como prova, o Procurador-Geral John Ashcroft divulgou, em 2003, a informação de que a disposição 215 nunca havia sido usada.
Todavia, apesar dos protestos em contrário, a American Library Association se posicionou fortemente contra a disposição, acreditando que os registros de bibliotecas são fundamentalmente diferentes de registros de negócios, e que a disposição teria um efeito negativo sobre a liberdade de expressão. A associação se tornou tão engajada que eles formaram uma resolução condenando o Patriot Act, e pediu a membros que defendessem a liberdade de expressão.
Eles pediram a bibliotecários para procurar conselho antes de consentir com um mandato de busca e aconselhassem os membros a apenas manter registros enquanto fosse legalmente necessário.
Consequentemente, relatórios começaram a filtrar bibliotecários que estivessem protegendo registros e evitando a cooperar com tais mandatos.
Em 2005, a Library Connection, um consórcio sem fins lucrativos de 27 bibliotecas em Connecticut, conhecido como Connecticut Four trabalhou com a ACLU em busca de levantar uma ordem de mordaça para registros de bibliotecas, desafiando o poder do governo sobre a Seção 505 para silenciar quatro cidadãos que desejassem contribuir para o debate público sobre o Patriot Act. Isso ficou conhecido como Doe vs. Gonzales. Em maio de 2006, o governo finalmente desistiu desta batalha legal para manter a ordem de mordaça. Em um resumo das ações da Coneccticut Four, e seu desafio ao Patriot Act, Jones (2009; 223) observa: “Bibliotecários precisam entender o equilíbrio jurídico do seu país de liberdade de expressão e a proteção da segurança nacional. Muitos bibliotecários acreditavam que os interesses de segurança nacional, importante como são, haviam se tornado uma desculpa para se negar a liberdade de leitura”.
Outro aspecto polêmico do Patriot Act é a disposição em matéria de imigração que permite a detenção indefinida pelo Procurador-Geral de estrangeiros que ele ache que possam causar atos de terrorismo. Antes que o Patriot Act passasse, Anita Ramasastry, uma professora associada de direito e uma diretora do Shidler Center for Law, Commerce, & Technology da University of Washington School of Law em Seattle, Washington, acusou a lei de depravar os direitos básicos de imigrantes na América, incluindo residentes legais permanentes. Ela advertiu que “Detenções indefinidas sobre evidencias secretas – as quais o Patriot Act permite – parece mais a justiça do Taliban do que a nossa. Nossa alegação de que estamos tentando construir uma coalização internacional contra o terrorismo será severamente minada se nós passarmos leis que permitam que mesmo cidadãos de nossos aliados sejam encarcerados sem as garantias estadunidenses de equidade e justiça”. Muitos outros partidos também criticaram tal provisão. Russell Feingold, em uma declaração do Senado, alegou que a disposição “está longe de atender às normas constitucionais básicas do devido processo e justiça [como] continua a permitir que o Procurador-Geral detenha pessoas com base em mera suspeita”. A University of California aprovou uma resolução que condenava (entre outras coisas) a disposição da lei sobre detenções indefinidas, enquanto o ACLU acusou a lei de dar ao Procurador-Geral “novos poderes sem precedentes para determinar o destino de imigrantes ... Pior, se o estrangeiro não tem um país que o aceite, eles podem ser detidos indefinitivamente sem um julgamento”.
Outro aspecto controverso do USA Patriot Act é seu efeito sobre a privacidade de canadenses que vivem na província da Colúmbia Britânica (B.C). O comissário de privacidade da British Columbia se preocupava pelo fato de que o Patriot Act iria permitir ao governo dos Estados Unidos acessar informações privadas de cidadãos canadenses, tais como registros médicos, que são providos por companhias americanas. Embora o governo de B.C. tenha tomado medidas para prevenir que autoridades dos Estados Unidos tivessem acesso a informações, os poderes de grampo do Patriot Act poderiam burlar leis que passassem no Canadá. O comissário de privacidade de B.C. David Loukidelis afirmou em um relatório as consequências do Patriot Act, “uma vez que as informações são enviadas por fronteiras, é difícil, se não impossível, para se controlar”.
Em um esforço para manter sua privacidade, a British Columbia introduziu alterações no Freedom of Information and Protection of Privacy Act (FOIPPA), que foi promulgada como uma lei em 21 de outubro de 2004. Essas alterações visavam introduzir limitações em se “acessar, armazenar e divulgar dados do setor público de B.C. por prestadores de serviços”. Essas leis apenas referem-se a dados do setor público e não cobrem dados entre fronteiras ou do setor privado no Canadá. Os estabelecimentos do setor público incluem cerca de 2000 “ministérios governamentais, hospitais, conselhos de saúde, universidades e faculdades, conselhos escolares, governos municipais e certas corporações e agências de Estado”. Em respostas a essas leis, muitas companhias estão agora especificamente optando por manter seus dados sensíveis fora dos Estados Unidos.
Uma ação legal foi tomada pela Nova Escócia em busca de se proteger dos métodos de coleta de dados da Patriot Act. Em 15 de novembro de 2007 o governo da Nova Escócia aprovou uma legislação direcionado a proteger as informações pessoais de seus cidadãos de serem tomadas pelo Patriot Act. A lei foi intitulada como “The new Personal Information International Disclosure Protection Act”. O objetivo da lei era estabelecer requerimentos para proteger informações pessoais de serem reveladas, como também punir a falha em se fazê-lo. O ministro da justiça Murray Scott afirmou: “Essa legislação irá ajudar que se garanta que informações pessoas dos cidadãos serão protegidas. A lei define as responsabilidades dos órgãos públicos, municípios e prestadores de serviços e as consequências se essas responsabilidades não forem cumpridas”. Em 1980, o Banco da Nova Escócia era o centro de um caso precoce de acesso a dados na internet que levou à divulgação de registros bancários.
Depois que casos de abusos do Patriot Act foram trazidos a luz em junho de 2013 com artigos de coleções de registros telefônicos de americanos pela NSA e o Programa PRISM (ver Revelações da vigilância global), o representante republicano de Wisconsin, Jim Sensenbrenner, que introduziu o Patriot Act em 2001, disse que a Agência de Segurança Nacional ultrapassou seus limites. Ele divulgou uma declaração dizendo que “Embora eu acredite que o Patriot Act equilibrou adequadamente as preocupações de segurança nacional e os direitos civis, sempre me preocupei com os potenciais abusos. Ele adicionou: “A apreensão de registros telefônicos de milhões de inocentes é excessiva e antiamericana”.

## Reautorizações
O Patriot Act foi reautorizado por três leis. A primeira, a “USA PATRIOT and Terrorism Prevention Reauthorization Act of 2005”, passou por ambas as casas do congresso em julho de 2005. Essa lei reautorizou as disposições do USA PATRIOT ACT e do "Intelligence Reform and Terrorism Prevention Act of 2004". A lei criou novas disposições relacionadas às penas de morte para terroristas, reforma na segurança de portos marítimos, novas medidas de combate ao financiamento ao terrorismo, novos poderes para o serviço secreto, iniciativas antimetafetamínicas, e um número de outras diversas disposições. A segunda lei de reautorização, a “USA PATRIOT ACT Additional Reauthorizing Amendments Act of 2006”, incrementou a primeira e passou em fevereiro de 2006.
A primeira lei reautorizou não todos, mas duas das provisões do Título II que teriam expirado. Duas seções foram mudadas em 31 de dezembro de 2009: seção 206 – provisão de escuta – e seção 215, que autorizava o acesso a registros de negócios sobre a FISA. A seção 215 foi alterada posteriormente de forma a conferir maior supervisão e revisão judicial. Tais ordens também foram restritas a serem autorizadas apenas pelo diretor do FBI, ou pelo direito adjunto do FBI, ou pelo Diretor Executivo Assistente de Segurança Nacional, e procedimentos de minimização foram especificados para limitar a disseminação de coleta de tais informações. A seção 215 também tinha uma disposição “mordaça”, que foi alterada para permitir que o réu pudesse entrar em contato com seu advogado. Entretanto, a mudança também significava que o réu também tivesse que contar ao FBI para quem ele (ou ela) estava divulgando a ordem – esse requerimento havia sido removido pelo USA PATRIOT Act Additional Reauthorizing Amendments Act.
Num sábado de 27 de fevereiro de 2010, o presidente Barack Obama assinou uma lei que temporariamente estendia, por um ano, três disposições polêmicas do Patriot Act que haviam expirado:
- Autorizava grampos telefônicos que foram aprovadas em corte que permitiam a vigilância de múltiplos telefones.
- Permitia a apreensões pelo tribula de registros e propriedades em operações antiterrorismo.
- Permitia a vigilância de autodenominados “lobos solitários” (lone wolf), um cidadão não americano envolvido em terrorismo que não tenha parte em algum grupo reconhecido.[181]

Em uma votação em 8 de fevereiro de 2011, a Câmara dos Representantes considerou uma futura extensão do ato ao final do ano de 2011. O líder da câmara mudou a lei de extensão sob a suspensão de regras, que se destina a legislação não controversa e exige que a maioria de dois terços votasse a favor. Depois da votação, a lei de extensão não passou; 277 membros votaram a favor, o que representava menos do que os 290 votos necessários para passar a lei sobre a suspensão de regras. Sem uma extensão, a lei estava definida para expirar em 28 de fevereiro de 2011. Entretanto, ela finalmente passou, 275-144. A lei “FISA Sunsets Extension Act of 2011” foi assinada em 25 de fevereiro de 2011.
Em 26 de maio de 2011, o presidente Barack Obama usou uma “caneta automática” (Autopen) para assinar a “PATRIOT Sunsets Exetention Act of 2011”, uma extensão de quatro anos de três disposições chave do Patriot Act, enquanto ele estava na França: escuta telefônica, buscas de registros de negócios (a “library records provision”), e condução de vigilância de “lobos solitários” – indivíduos de serem relacionados as atividades terroristas não relacionados a grupos. Os líderes republicanos questionaram se o uso da caneta automática iria de encontro aos requerimentos constitucionais para se assinar uma lei.
Como as disposições de NSL do Patriot Act foram refutadas pelos tribunais, a lei de reautorização alterou a lei em tentativa de torna-los legais. Ela previa a revisão judicial e o direito legal de um acusado contestar a validade da carta. A lei de reautorização ainda permitia que as NSLs fossem fechadas e todas as provas fossem apresentas à portas fechadas e ex parte. Disposições de “mordaça” foram mantidas, mas não eram automáticas. Elas apenas ocorriam quando o Diretor Adjunto do FBI ou um Agente Especial em Chefia certificasse que a divulgação iria resultar em um “perigo a segurança nacional dos Estados Unidos, interferência com uma investigação criminal, de contraterrorismo e de contraespionagem, interferência com relações diplomáticas ou perigo de vida ou segurança para qualquer pessoa”. Todavia, se não houvesse nenhuma ordem de não-divulgação, o réu poderia divulgar o fato do NSL a qualquer pessoa que pudesse lhes prestas assistência na execução da carta, ou a um advogado para aconselhamento jurídico. Novamente, entretanto, o receptor era obrigado a informar ao FBI tal divulgação. Por causa da preocupação dos efeitos negativos de tais requerimentos, a Additional Reauthorization Amendments Act removeu o requerimento de se informar ao FBI que o receptor havia falado sobre NSL com seu advogado. Mais tarde, a lei de reautorização excluía bibliotecas de receberem NSLs, exceto quando elas provessem serviços comunicações eletrônica. A lei de reautorização também ordenava que o Procurador-Geral enviasse um relatório semi-anualmente aos comitês da câmara e do senado, aos comitês de inteligência da câmara e do senado e ao Comitê de Serviços Financeiros da Câmara e ao "Senate Committee on Bankin, Housing, and Urban Affairs" de todos os pedidos de NSLs feitos sob Fair Credit Reporting Act.
Mudanças foram feitas as disposições de escuta telefônica do Patriot Act. Petições e ordens para tais grampos deveriam descrever o alvo específico da vigilância eletrônica se a identidade do alvo não fosse conhecida. Se a natureza e a localização de tais instalações ou lugares alvo para vigilância são desconhecidas, então após 10 dias a agência deve notificar o tribunal. A notificação deve incluir a natureza e localização de cada nova instalação ou lugar em que a vigilância eletrônica estiver direcionada. Ela deve também descrever os fatos e circunstâncias invocadas pelo peticionário para se justificar as crenças de que os lugares de cada nova vigilância ou instalação sob vigilância estivesse ou está sendo usada pelo alvo da vigilância. O requerente deve também fornecer uma declaração detalhando quaisquer procedimentos de minimização proposto que sejam diferentes daqueles contidos na solicitação ou pedido original, que podem ser necessários por uma mudança na instalação ou no local em que a vigilância eletrônica é direcionada.  Requerentes devem detalhar o número total de vigilâncias eletrônicas que tenham ou estão sendo conduzidas sobre a autoridade do mandato.
A seção 213 do Patriot Act foi modificada. Anteriormente ela determinava que notificações atrasadas seriam feitas aos recipientes de buscas de apreensão em um “período razoável”. Isso foi visto como desproporcional, já que era um período indefinido e poderia potencialmente ser usado indefinidamente. Assim, a lei de reautorização mudou isto para um período que não excedesse 30 dias depois da data de ser lançado o mandato de busca. Foi dado aos tribunais a possibilidade de estender esse período caso elas apresentassem um bom motivo para fazê-lo. A seção 213 determina que notificações atrasadas podem ser emitidas caso haja “uma causa razoável para se crer que se prover notificação imediata traga resultados adversos”. Isso foi criticado, particularmente pela ACLU, por permitir um potencial abuso por agências de aplicação da lei e posteriormente foi alterado para evitar uma notificação tardia “se os resultados adversos consistem apenas em retardar indevidamente um julgamento”. Em setembro de 2007, uma corte do distrito de Oregon derrubou a provisão de busca e apreensão do Patriot Act, mas em dezembro de 2009 o Nono Circuito reverteu essa decisão.
A lei de reautorização também aumentou a fiscalização do Congresso para divulgações de emergência por parte dos fornecedores de comunicações, realizadas sob a seção 212 do Patriot Act. A duração da vigilância FISA e mandatos de busca físicas aumentaram. Vigilâncias sobre “lobos solitários” sob a seção 217 do Patriot Act aumentaram para 120 dias para um mandato inicial, enquanto extensões de "pen register" e dispositivos "trap and trace" sob a FISA aumentaram de 90 dias para um ano. A disposição sobre “lobos solitários” (seção 217) era uma disposição provisória que também haveria de ter expirado, porém ela foi aumentada pela "Intelligence Reform and Terrorism Prevention Act of 2004". A lei estendeu a data de expiração para 31 de dezembro de 2009. A alteração da lei de apoio material feita pela "Intelligence Act" também for tornada oficial. A definição de terrorismo foi depois expandida para que se incluísse o treinamento de tipo militar por uma organização terrorista ou narcoterrorista. Outras disposições também da lei foram também fundir a lei que proíbe o desmantelamento de trens e a lei que proíbe os ataques a sistemas de transporte coletivo em uma nova seção do Título 18 do Código dos Estados Unidos e também criminalizar o ato de planejar um ataque terrorista contra um sistema de transporte de massa. A lei de confisco (asset forfeiture) foi depois altera e agora os bens dentro da jurisdição dos Estados Unidos serão apreendidos por tráfico ilegal de tecnologia ou material de armas nucleares, químicas, biológicas ou radiológicas, se tal infração for punível por lei estrangeira por morte ou prisão por um período superior a um ano. Alternativamente, isso se aplica se uma punição semelhante seria punível se cometida dentro dos EUA. Um senso do congresso se expressado que as vítimas de terrorismo deveriam ter direito aos bens confiscados dos terroristas.